# Сборная Ирана по хоккею с шайбой
Сборная Ирана по хоккею с шайбой (персид: تیم ملی هاکی روی یخ ایران) представляет Иран на международных соревнованиях по хоккею с шайбой. Сборная основана в 2016 году, в 2019 году вошла в состав Международной федерации хоккея (IIHF). На 2023 год занимает 56 место в списке сборных IIHF
Сборная контролируется федерацией фигурного катания Исламской Республики Иран